# Большая Лумарь (Марий Эл)
Больша́я Лу́марь (луговомар. Кугу Лумарий) — деревня в Масканурском сельском поселении Новоторъяльского района Республики Марий Эл России.

## География
Деревня расположена на левом берегу реки Толмань, притока Немды (бассейн Вятки), в 90 км к северо-востоку от Йошкар-Олы, где находится ближайшая железнодорожная станция.

## История
Впервые упоминается как деревня Лумарь в 1756 году, тогда здесь было 10 дворов.
До 1 апреля 2009 года Большая Лумарь входила в состав и была административным центром Большелумарского сельского поселения. С упразднением поселения деревня вошла в состав Масканурского сельского поселения.

## Население
| 2002 | 2010 |
| ---- | ---- |
| 392  | ↘338 |

## Инфраструктура
Большелумарская основная общеобразовательная школа закрыта в 2015 году.. Также в Большой Лумари действует детский сад «Колобок»..В 2022 году поставили обелиск памяти павших в Великой Отечественной войне.